# Історія Ізраїлю
Історія й назва Ізраїлю пов'язана з єврейським народом і його патріархом Яковом, якому було дане ім'я янголом .
«І сказав (ангел): як ім'я твоє? Він сказав: Яків. І сказав [йому]: віднині ім'я тобі буде не Яків, а Ізраїль, бо ти боровся з Богом, і людей долати будеш» (Книга Буття 32:28)
Ізраїль, тобто «богоборець». До нього ця земля називалася Ханаан й була заселена нащадками онука Ноя, сина Хама Ханаана. Згодом у часи римського володарювання це земля почала називатися Палестиною. Сучасна історія відновленої держави Ізраїль починається 1948 року після здобуття нею незалежності.

## Ханаан
Рання письмова історія землі Ізраїлю відома з 2 тисячоліття до н. е., що тоді називалася Ханааном і його найдавніші відомі мешканці — хананеї. На півночний схід Ізраїлю уходив до складу фінікійських держав Тіру і Сидону. На узбережжі Середземного моря у 5 головних містах-державах оселилися «народи моря» — филистимляни (народ, який дав назву — Палестина).

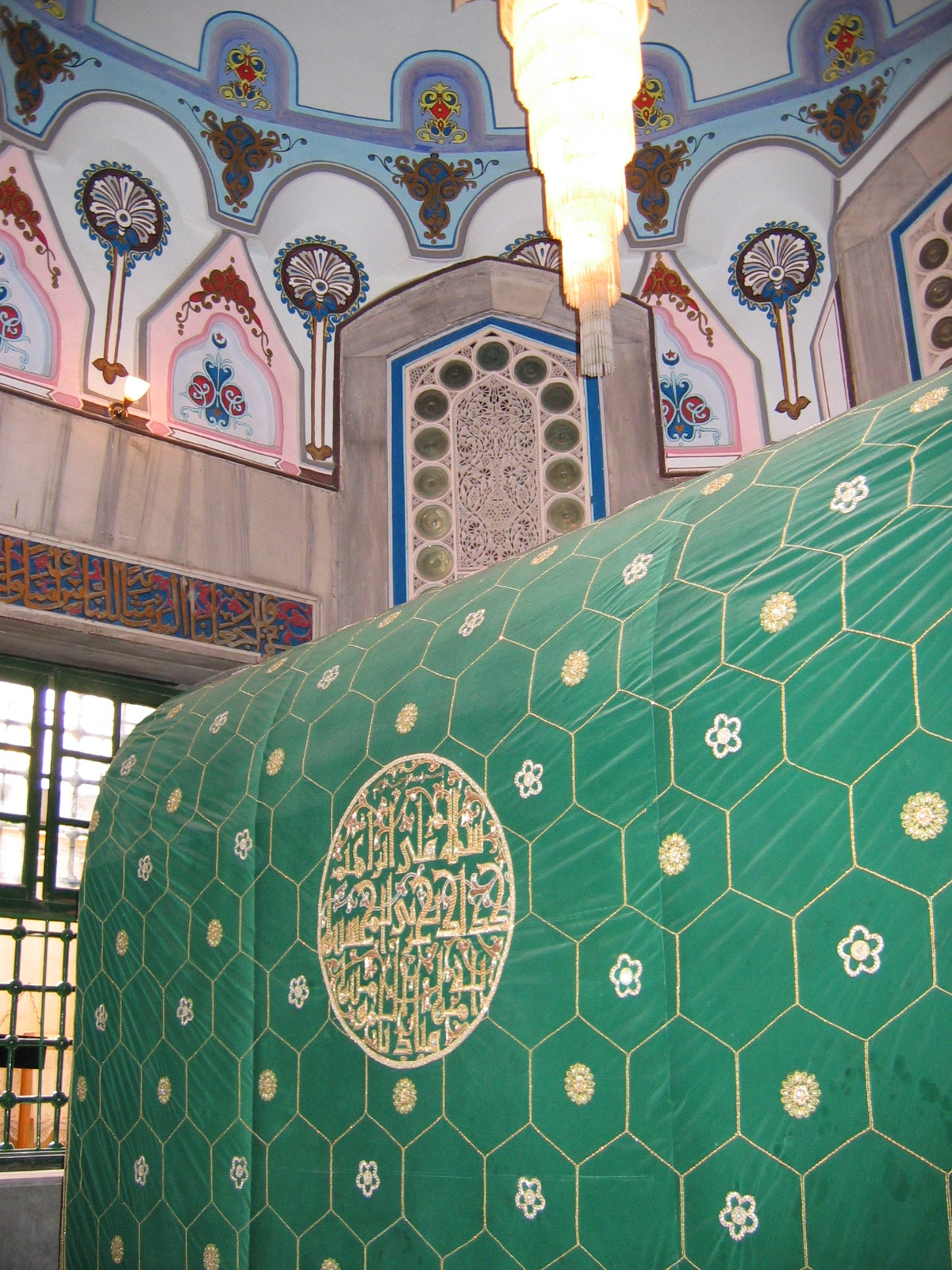
Труна прабатька євреїв й арабів Авраама у печері Махпела у Хевроні, що він придбав за 400 шекелів у хета у якій також поховані Ісаак, Яків й їх дружини Сарра, Ребека й Рахіль.

Приблизно у 2000—1750 роках тут мешкали патріархи єврейського й інших народів: Авраам, Ісаак і Яків.

## Ізраїльська держава
З виходом з Єгипту приблизно у 15-14 сторіччі Ізраїльського народу і його оселення у колишньому Ханаані спочатку тривав період історії Ізраїльської держави, що керувалася протягом приблизно 300 років суддями (період суддів).
Розквіт держави приблизно у 1100—950 роках припав на 1-го ізраїльського царя Саула, царя Давида і царя Соломона. Згодом, приблизно 950 року до н. е. Ізраїльське царство було розділено на Північно-Ізраїльське царство (10 колін) з столицею у Самарії і Юдейське царство (решта — 2 коліна) зі столицею у Єрусалимі.
Ізраїль неодноразово захоплювався і воював з близькими і далекими сусідами: Єгиптом, Едомом, Сирією, Амаліком, Амоном і Моавом, Вавилонією, Ассирією, Персією.

### Полон і повернення
З падінням Ізраїльського царства перед Асирією приблизно 720 року до н. е. через відвернення від Бога (згідно зі Старим Заповітом Біблії) народ 10 колін був переселений у Межиріччя. Юдейське царство існувало ще деякий час. Падіння Юдейського царства 586 року до н. е. від царя Вавилонії Навуходоносора ІІ-го призвело до полону юдеїв у Вавилон.
Вавилонія пала 539 року до н. е. від Перської держави Ахеменидів царя Кира Великого, який видав наказ 538 року до н. е., що дозволив полоненим юдеям повернутися до Ізраїлю. Юдеї відбудували місто Єрусалим і Храм.

### Грецька доба у Ізраїлі
332 року до н. е. Ізраїль був захоплений Олександром Македонським, що замовив у Єгипті переклад Танаху грецькою мовою, що відома зараз як Септуаґінта. Після нього Ізраїль входив до Селевкідського царства. Антіох IV Епіфан намагався елінізувати юдеїв, що призвело до Макавійських воєн у 174—135 роках до н. е., успіх яких святкується юдеями святом Хануки.

## Римська і Візантійська доба у Ізраїлі
Римський генерал Помпей завоював Юдею 64 року до н. е.. На початку римської доби Юдея мала автономію (зберігався інститут царя, наприклад цар Ірод). Згодом автономію звели нанівець.
Саме у час панування Рима і номінальної автономії Юдейського царства народився Ісус Христос (за сучасними даними 6-5 року до н. е.), проповідував протягом 3,5 років у Галілеї і Юдеї (приблизно 25-29 роки після н. е.). Його було заарештовано у ніч з четверга на п'ятницю перед Пасхою 28 (або 29) року розп'ято у п'ятницю на вимогу священиків Храму і секти фарисеїв, книжників і садукеїв. За Новим Заповітом Біблії у чотирьох книгах Євангеліях засвідчено воскресіння Ісуса Христа на третій день після розп'яття, яке (воскресіння Ісуса Христа) було відкинено юдеями. Апостоли Ісуса Христа почали активно проповідувати про виправдання через віру в Ісуса Христа. За це деякі з них були вбиті. Апостолів Петра і Павла ув'язнювали. Єрусалимська церква збиралася у Храмі і по домах і нараховувала приблизно половину населення тодішнього Єрусалиму, що становила 200 тисяч осіб. Спадкоємницею тієї першої церкви є Єрусалимська православна церква з власним інститутом патріархату.

### Юдейські війни
Через приблизно 40 років після розп'яття Христа 66 року євреї підняли повстання проти Риму за імператорства Нерона і проголосили Ізраїльське царство. Римляни розпочали описану Йосипом Флавієм Юдейську війну, що закінчилася 70 року поразкою юдеїв від Тита Флавія, зруйнуванням Єрусалима, Єрусалимського Храму і розп'яттям багатьох єврейських повстанців.
У 132—135 роках відбулося повстання Бар-Кохби, що проголосив себе Христом (єврейською Месія). Воно було подавлене римським імператором Гандріяном. Він перейменував Єрусалим на Аетолію Капітолину, заборонив євреям мешкати у Юдейській провінції, яку в свою чергу перейменував на Палестину за народом смуги Газа — філістимлянами.
У 351—352 роках сталося інше єврейське повстання.
У 200—1000 роках єврейські рабини вирішили, які книги мають бути в каноні Танаха (Старий Заповіт). Єврейська версія Танаха, що була прийнята протестантами, відрізняється складом книг, перекладених у 4 сторіччі до н. е. грецькою мовою, знаних як канон Септуагинти, який використовується у католицькому, слов'янському (церковнослов'янському) і повному православному канонах. Єврейські рабини у цей період написали книги Мішна (200 рік), Гємара (400 рік) і Талмуд (500 рік), що не входять до Танаху.
614 року Єврейське повстання проти Візантійської імперії підтримане персами було подавлене імперськими військами імператора Іраклія. У результаті всі євреї були вигнані з Ізраїлю. 631 року араби перемогли імператора Іраклія і захопили Ізраїль.
У 700—1100 єврейські книжники — масорети, що перебували у Галілеї і Єрусалимі ствердили масоретські тексти, що нині становлять Єврейську Біблію й які узяті за основу для канонічної православної й протестантської біблій.

## Хрестоносці
Протягом дев'яти хрестових походів у 1095—1272 роках хрестоносці утворили свої держави, що називалися «Оутрємєр» (з французької «Замор'я»):
- Едеське графство,
- Антіохійське князівство,
- Графство Триполі,
- Єрусалимське королівство.

Під час хрестових походів євреїв масово вбивали, палали заживо, або продавали у рабство. Причому злочини проти євреїв починалися з Європи, звідкіля починалися хрестові походи і тривали на шляху хрестоносців до Святої Землі. Ортодоксальні євреї ашкеназі досі мають молитву де згадується руйнування завдане хрестовими походами.
З 1260 року сюди вторглися монголи, що стали союзниками хрестоносців і мамлюцького Єгипту. Султан Єгипту Байбарс протягом 1263—1272 років підкорив держави хрестоносців і вигнав хрестоносців і монголів.
Падіння хрестоносців призвело до гоніння євреїв у Західній Європі, що спонукало багатьох з них до переселення у Річ Посполиту. Так у Англії гоніння сталося 1290 року, у Франції — 1391 року. У Іспанії (наказ Алхамбра 1492 року) і Португалії (1497 рік), з вигнанням арабів сталося гоніння на сефардів — євреїв, що мешкали головно у Іспанії і Португалії. Деяка частина євреїв поселилася у землі Ізраїлю.

## Османська імперія
У часи володіння Землею Оттоманської імперії у 1517—1917 роках Ізраїль був частиною Сирійської провінції.
1799 року Наполеон Бонапарт окупував частину Ізраїлю і запропонував євреям заснувати єврейську державу. Проте євреї відмовилися від його пропозиції.
Переселення у Ізраїль євреїв продовжувалося і в 1844 році у Єрусалимі вони були найчисельнішим народом, а 1890 році склали більше половини населення міста і 10 % населення Ізраїлю.

## Шлях до створення єврейської держави (1897—1948)
Повернення до «Землі обітованої» («Ерец Йіраейл») було віковічною мрією єврейського народу.
Зріст антисемітизму у середині і кінці 19 ст. підштовхнув єврейську інтелігенцію до ідеї створення незалежної єврейської держави. У 1897 р. Перший Сіоністський Конгрес проголосив своєю ціллю створення незалежної держави євреїв у «Ерец Йісраейл» (Філастін).
1917 року Британська імперія завоювала і отримала у мандат Ізраїль. Вони нарекли цю землю за останньою римською назвою — Палестиною.

## Держава Ізраїль
Держава Ізраїль була заснована у 1948 як держава євреїв після близько 2000 років їх розсіяння серед інших народів.

### Арабо-ізраїльська війна (1948—1949)
14 травня 1948 року було ухвалено Декларацію незалежності Ізраїлю. Арабські держави не визнали цього рішення і в той же день оголосили Ізраїлю війну. Під час війни в 1948-49 роках Ізраїль приєднав частину території, відведеної ООН для арабської держави, та Західну частину Єрусалиму.

### Суецька криза
У 1956—1957 Ізраїль вів війну проти Єгипту спрямовану на руйнацію єгипетської військової інфраструктури на Синаї і в Газі, убезпечення західного кордону від нападів фідаїнів і відновлення ізраїльського судноплавства Акабською затокою. Ця війна, відома як "Операція «Кадеш», була складовою частиною спільної Синайської операції 1956 року з Великою Британією та Францією.

### Шестиденна війна
В результаті війни 1967 року були захоплені інша частина території арабської держави, весь Єрусалим, а також єгипетський Синайський півострів і сирійські Голанські висоти.
У 1970-х роках почалася міграція до Ізраїлю євреїв з Радянського Союзу, в тому числі з України. Ця міграція досягла найбільшого розмаху на початку 1990-х років, в результаті чого зараз близько чверті населення Ізраїлю походить з країн колишнього СРСР.

### Війна Судного дня
Після укладення кемп-девідських угод (1978 р.) і мирного договору між Ізраїлем і Єгиптом (1979 р.) єгиптянам було повернуто Синайський півострів.
У 1985 р. Ізраїль вивів з Лівану основну частину своїх військ, які знаходилися там з 1982 року. Однак уздовж кордону на території Лівану було збережено «пояс безпеки», контрольований ізраїльтянами спільно з «Армією Південного Лівану» на чолі з генералом А.Лахадом.
Прийшовши до влади в 1992 році, уряд І.Рабіна заявив про намір домагатися мирного врегулювання на основі принципу «мир в обмін на території». Він ухвалив рішення про обмеження будівництва поселень на окупованих територіях, Ізраїль та Організація визволення Палестини (ОВП) визнали одне одного.
13 вересня 1993 року у Вашингтоні між Ізраїлем і ОВП було підписано Декларацію про принципи, якою передбачалося введення обмеженого самоврядування на палестинських територіях (на першому етапі — в секторі Газа і м. Єрихон).
4 травня 1994 року в Каїрі було підписано ізраїльсько-палестинську угоду про принципи палестинського самоврядування в цих районах і виведення звідти ізраїльських військ та адміністрації. Угоду в основному було виконано.
У 1994 р. було укладено угоду про передачу палестинцям повноважень у цивільних сферах в інших районах Західного берега.
26 жовтня 1994 року було підписано мирний договір між Ізраїлем і Йорданією.
З приходом до влади уряду Б. Нетаньягу в 1996 році політику «освоєння» окупованих територій і створення на них нових поселень було активізовано, курс на діалог з палестинцями взято жорсткіший, ніж за уряду І.Рабіна-Ш.Переса. Крім того, задекларовано пріоритетність завдання зміцнення безпеки Ізраїлю.
Під тиском американської адміністрації в жовтні 1998 р. у США було підписано «Меморандум Уай», яким передбачалися подальша передислокація ізраїльської армії на Західному березі і передача палестинцям додаткових територій у цьому районі. Після виконання першого етапу цієї угоди Ізраїль оголосив про подальше заморожування реалізації «Меморандуму Уай», мотивуючи своє рішення невиконанням палестинцями своєї частини зобов'язань.
Конфлікт між Ізраїлем і Палестиною загострився на початку 2002 року, а особливо у березні-квітні 2002.

### Війна із Хамасоміконфлікт із Іраном
7 жовтня 2023 року бойовики палестинських збройних угруповань, найбільшим з яких є ХАМАС, вторглися до Ізраїлю з сектора Газа, прорвавши бар'єр між сектором Газа та Ізраїлем і проникнувши в цивільні та на військові об'єкти.
У 2024 році конфлікт між Іраном та Ізраїлем, що тривав у формі опосередкованої війни, перейшов у серію прямих зіткнень між цими країнами.